# Cochinita pibil

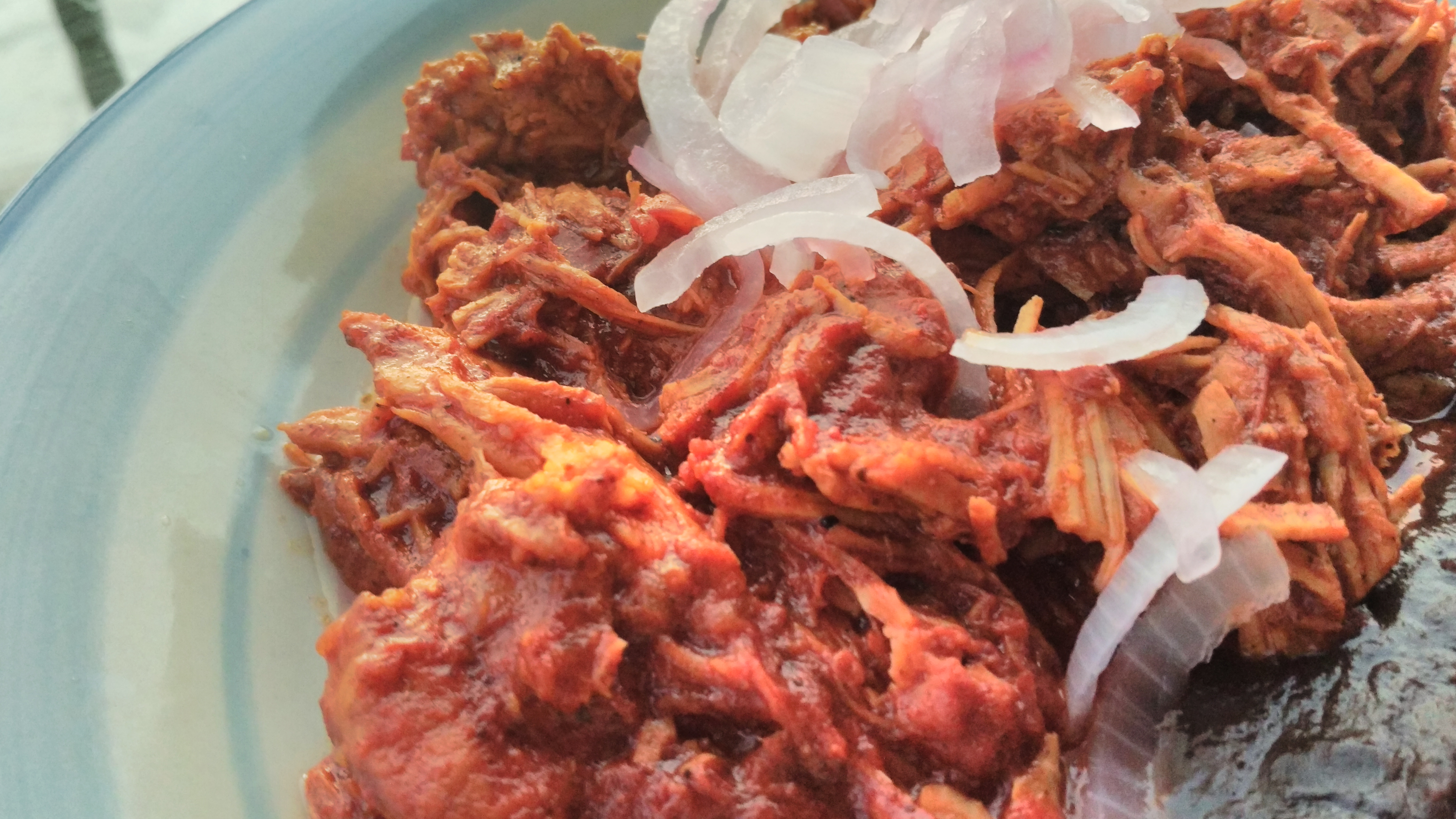
Cochinita pibil ist ein traditionelles mexikanisches Gericht.

Cochinita pibil (von spanisch cochinita = Diminutiv von cochina, „Sau“, und mayanisch pibil = „in einem Erdofen (Píib) gekochtes Essen“; auch puerco pibil oder cochinita con achiote) ist ein traditionelles mexikanisches langsam gebratenes Schweinefleischgericht von der Halbinsel Yucatán. Die Zubereitung der traditionellen Cochinita beinhaltet das Marinieren des Fleisches in stark saurem Zitrussaft, das Hinzufügen von Annatto-Samen (spanisch achiote), die eine lebendige gebrannte Orangenfarbe verleihen, und das Braten des Fleisches in einem Píib, während es in Bananenblätter gewickelt ist.

## Herstellung

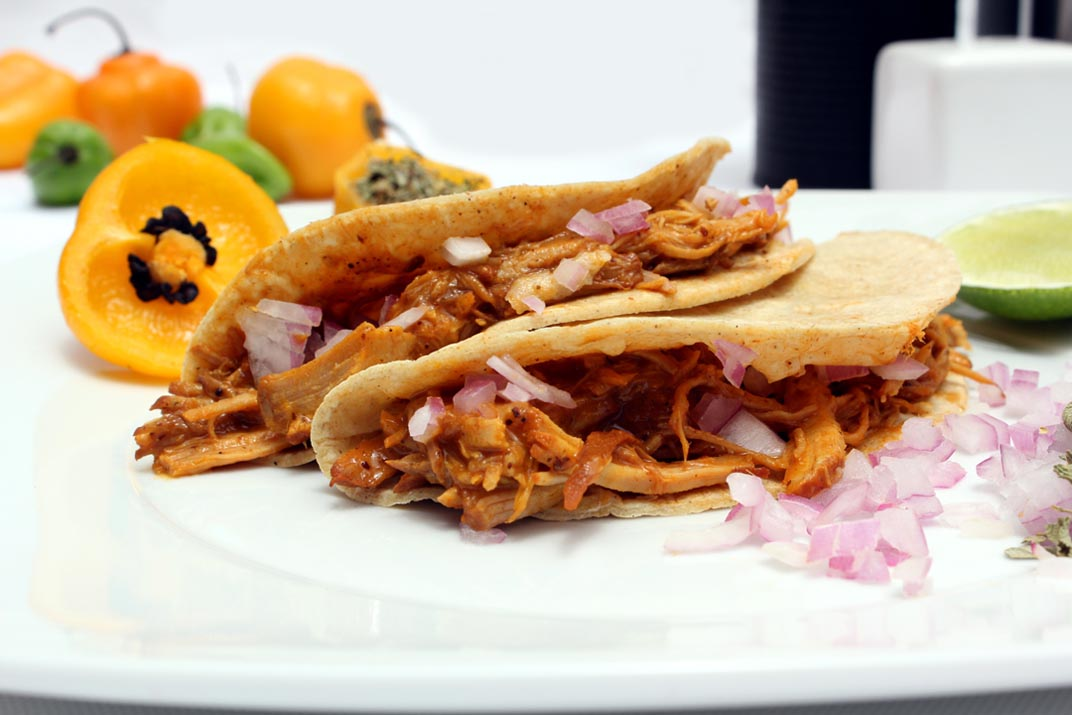
Cochinita pibil wird mit Maistortillas gegessen.

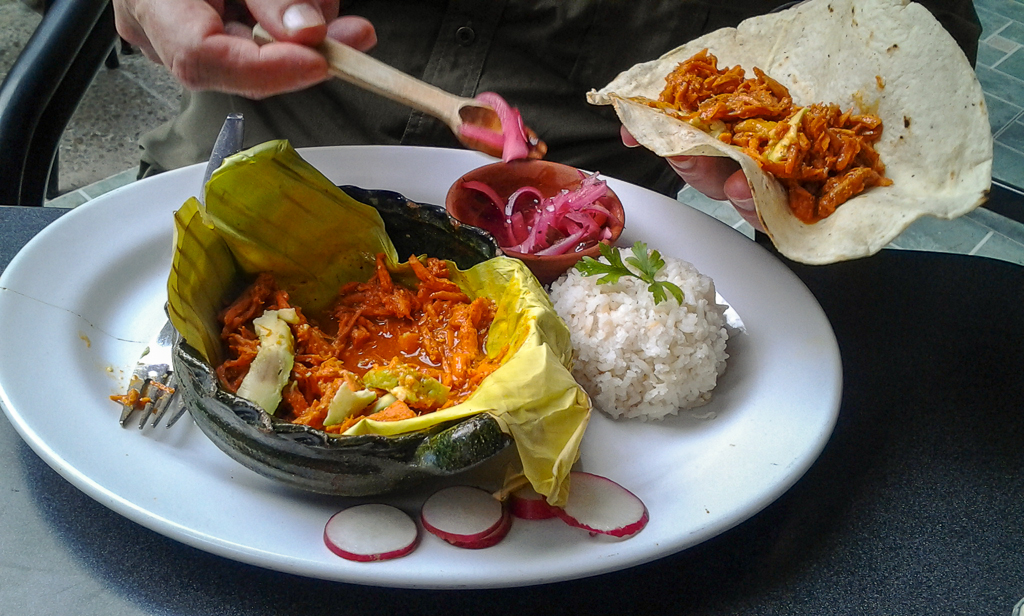
Cochinita pibil kann in Bananenblättern gebraten werden.

Echtes Cochinita Pibil besteht darin, ein ganzes Spanferkel zu braten. Alternativ wird in vielen Rezepten Schweineschulter (Hinternbraten) oder Schweinelende verwendet. Der hohe Säuregehalt der Marinade und die langsame Garzeit machen das Fleisch zart, sodass sonst zähe Fleischstücke verwendet werden können. Die Yucatecan-Rezepte verwenden zum Marinieren immer den Saft von Sevilla- oder Bitterorangen. In Gebieten, in denen Bitterorangen nicht üblich sind, wird Saft von süßen Orangen in Kombination mit Zitronen, Limetten oder Essig verwendet, um die Wirkung der Bitterorange auf das Fleisch anzunähern. Eine weitere wichtige Zutat in allen Pibil-Rezepten ist Annatto, das dem Gericht seine charakteristische Farbe verleiht und zum Geschmack beiträgt. Es wird normalerweise mit Beilagen wie gelben Maistortillas, roten eingelegten Zwiebeln, gebratenen schwarzen Bohnen und Habanero-Chilis gegessen. Traditionell wird Cochinita Pibil in einer Grube mit einem Feuer am Boden geröstet.

## Popularität
Cochinita pibil ist ein wiederkehrendes Element des Films Irgendwann in Mexico, der unter der Regie von Robert Rodriguez gedreht wurde. In dem Film ist das Gericht das Lieblingsessen eines CIA-Agenten, der von Johnny Depp gespielt wird. Der CIA-Agent bestellt in dem Film dieses Gericht jedes Mal, wenn er ein mexikanisches Restaurant betritt. Dabei fordert er jeden auf, Cochinita pibil zu probieren. Er wird in dem Film sogar so weit gehen, einen Koch zu töten, weil sein Pibil „zu gut“ ist. 
Im Special-Features-Abschnitt der DVD wird die Zubereitung des Gerichtes vorgeführt.